# Certificado de Registro e Licenciamento de Veículo
O Certificado de Registro e Licenciamento de Veículo (CRLV) ou Certificado de Registro e Licenciamento de Veículo eletrônico (CRLV-e) é um documento de porte obrigatório que todo proprietário de veículo automotivo deve possuir no Brasil.
Este documento – obtido quando o proprietário de um automóvel faz o Licenciamento Anual – fornece um número de registro do veículo. Cada estado brasileiro emite este certificado em um documento padrão válido em todo o território nacional. O certificado é gerenciado pelo CONTRAN e SENATRAN (antigo DENATRAN).
De acordo com a Lei 13.281/2016, fica suspensa a obrigatoriedade do condutor portar e apresentar o CRLV em meio físico durante as fiscalizações de trânsito, desde que seja possível pela autoridade de trânsito realizar a consulta a respeito do veículo acerca de bloqueio e possíveis restrições, sendo possível, o condutor será liberado sem receber qualquer autuação desde que não haja infrações constatadas.

## CRLV-e
A partir de janeiro de 2021, os DETRANs passaram a emitir somente a versão digital do documento, que une o Certificado de Registro do Veículo (CRV) e o Certificado de Licenciamento Anual (CLA) em versão eletrônica, deixando de emiti-los em papel-moeda. O documento pode ser acessado por meio do aplicativo Carteira Digital de Trânsito ou impresso em papel comum (A4, etc.).
A adoção do CRLV-e visa facilitar o dia a dia dos condutores, permitindo o acesso rápido às informações do veículo e reduzindo custos administrativos relacionados à emissão de documentos físicos. Além disso, o formato digital contribui para a sustentabilidade, ao eliminar o uso de papel-moeda, e reforça a segurança, uma vez que o documento possui QR Codes para validação, dificultando fraudes e falsificações.